# Coniocybomycetes
Coniocybomycetes M. Prieto & Wedin – monotypowa klasa workowców (Ascomycota).

## Systematyka
Pozycja w klasyfikacji według Index Fungorum: Coniocybomycetes, Pezizomycotina, Ascomycota, Fungi.
Według aktualizowanej klasyfikacji Index Fungorum bazującej na Dictionary of the Fungi do klasy Coniocybomycetes należy jeden tylko rząd, zawierający jedną rodzinę:
- podklasa incertae sedis
  - rząd Coniocybales M. Prieto & Wedin 2013
    - rodzina Coniocybaceae Rchb. 1837
      - rodzaj: Chaenotheca (Th. Fr.) Th. Fr. 1860[2].